# Strach na wróble (film 1973)
Strach na wróble (ang. Scarecrow) – amerykański film fabularny z 1973 roku w reżyserii Jerry’ego Schatzberga. Film był kręcony w Reno, Detroit, Hamtramck, Denver oraz  Cañon City.

## Fabuła
Były przestępca Max i młodszy od niego Lion, były żołnierz marynarki wojennej, spotykają się przypadkowo na pustej drodze i wyruszają z Kalifornii na wschód kraju. Max odłożył sporą sumę pieniędzy i chce otworzyć myjnię samochodową w Pittsburghu, a Lion pragnie wrócić do porzuconej przez siebie żony, z którą ma dziecko. Ich chęć stabilizacji wynika ze zmęczenia rzeczywistością oraz ciągłego poszukiwania przygód. Podczas wędrówki: pieszo, autostopem i pociągami towarowymi, spotykają różnych ludzi, zaś między nimi rodzi się przyjaźń.

## Obsada
- Gene Hackman jako Max Millan
- Al Pacino jako Francis Lionel "Lion" Delbuchi
- Dorothy Tristan jako Coley
- Ann Wedgeworth jako Frenchy
- Penny Allen jako Annie Gleason
- Eileen Brennan jako Darlene
- Richard Hackman jako Mickey Greenwood

i inni

## Produkcja
Przed nakręceniem zdjęć do filmu, jego dwaj główni aktorzy przebrali się za włóczęgów i podróżowali autostopem po Kalifornii, aby lepiej wczuć się w swoje role.

## Nagrody i nominacje[4]
- 26. Międzynarodowy Festiwal Filmowy w Cannes (1973):
  - Złota Palma dla najlepszego filmu
  - Nagroda Katolickiego Biura Filmowego
- Lubuskie Lato Filmowe (1975)
  - Nagroda Syrenki Warszawskiej w kategorii Najlepszy film zagraniczny